# Gregory Deyermenjian
Gregory Deyermenjian (Boston, 1949) è un esploratore e psicologo statunitense.

## Biografia
A partire dal 1984 ha effettuato varie spedizioni nell'Amazzonia peruviana alla ricerca di Paititi, la leggendaria città perduta. È membro dell'Explorers Club. 
Ha partecipato all'esplorazione e allo studio archeologico della cittadella incaica Mameria, (1984-1986, 1989).
Nel 1986 ha scalato la montagna Apu Catinti (Parco nazionale di Manu), ha documentato i resti incaici di Toporake (1989) e, nel 1991, ha studiato a fondo i petroglifi di Pusharo.
Nel 1993 ha scoperto, documentato e studiato un cammino di pietra, molto probabilmente costruito dagli Incas, nell'altopiano di Toporake. Nel 1994 ha scoperto e documentato resti incaici presso il Rio Callanga (Parco nazionale di Manu). 

### Pantiacolla
Nel 1995 ha scoperto un complesso di rovine incaiche presso la cima detta Llactapata. Nel 1996 fu il primo occidentale a raggiungere e documentare le cosiddette Piramidi di Pantiacolla (o Paratoari), strane formazioni simmetriche delle quali ha però comprovato l'origine naturale. Nel 1999 effettuò una spedizione nell'altopiano di Pantiacolla, scoprendo il lago de Angel e documentando alcuni resti incaici nella zona. Nel 2004 ci fu un'ulteriore spedizione nell'altopiano di Pantiacolla insieme alle guide esperte Paulino Mamani e Goyo Toledo, documentando altri resti della cultura Incas. 
Nel 2006 e nel 2008 ci furono altre due spedizioni nella zona del cammino di pietra incaico. In quella del 2008 Deyermenjian viaggiò insieme ad Hermogene Figueroa e documentò un avamposto degli Incas dal quale si controllava l'entrata alla valle del Callanga (bacino del fiume Madre de Dios). Nel 2009 Deyermenjian e Mamani ritornarono ad esplorare il cammino di pietra, documentando alcuni muri di contenzione e altre strutture in pietra. 
Nel 2011 ha guidato la spedizione nella cordigliera di Paucartambo il cui risultato è stata la scoperta della Cittadella pre-inca di Miraflores.